# Reao (comuna asociada)
Reao es una comuna asociada de la comuna francesa de Reao que está situada en la subdivisión de Islas Tuamotu-Gambier, de la colectividad de ultramar de Polinesia Francesa.

## Composición
La comuna asociada de Reao comprende la totalidad del atolón de Reao.

## Demografía
| Gráfica de evolución demográfica de Reao entre 1977 y 2012 |
|                                                            |

Fuente: Insee